# Шиффланж 95
«Шиффланж 95» (люксемб. F.C. Schëffleng 95) — люксембурзький футбольний клуб з міста Шиффланж. Клуб був заснований у 1995 році, та грав уНаціональному футбольному дивізіоні Люксембургу, до якого піднявся з Дивізіону Пошани за підсумками сезону 2022—2023 років. Домашні ігри клуб проводить на стадіоні «Стад Ру Дені Нетген».

## Історія
Клуб «Шиффланж 95» виник у результаті злиття клубів «Шиффланж Амі де Спорт» (заснованим у 1936 році) і «Національ Шиффланж» (заснований у 1912 році). Клуб «Національ Шиффланж» один раз був чемпіоном Люксембургу в сезоні 1951—1952 років. Цей клуб також був володарем Кубка Люксембургу в 1960 році. Новий об'єднаний клуб офіційно утворений 21 квітня 1995 року.
У першому сезоні новий клуб виграв перший дивізіон з перевагою в 4 очки. Після 3 сезонів у Дивізіоні Пошани «Шиффланж 95» вийшов до найвищого в країніНаціонального футбольного дивізіону, але понизився у класі одразу після цього одного сезону. З моменту заснування тривалий час клуб зіграв лише один сезон на найвищому рівні, 6 сезонів у Дивізіоні пошани, 11 сезонів у Дивізіоні 1 і 5 сезонів у Дивізіоні 2. Через 23 роки у 2023 році «Шиффланж 95» знову вийшов до найвищого дивізіону, проте за підсумками сезону 2023—2024 років знову вибув до Дивізіону Пошани.

## Відомі гравці
Міралем П'янич, який пізніше грав за «Рому», «Ювентус» і «Барселону», починав грати у клубі «Шиффланж 95» у віці 7 років, і займався футболом у клубі протягом 7 років.